# 업스테이지
주식회사 업스테이지(영어: Upstage Co., Ltd.)는 대형 언어 모델을 개발하는 대한민국의 인공지능 스타트업이다. 2025년 7월에 공개한 AI모델 솔라 프로2가 글로벌 AI분석 기관 '아티피셜 애널리시스(Artificial Analysis)'의 '지능 지표'에서 전세계 모델 기준 12위, 기업 기준 8위를 기록하였다.

## 역사
2020년 10월 네이버에서 AI 개발 업무를 총괄하던 김성훈 홍콩과기대학 교수가 설립하였다. 당시 네이버에서 네이버 클로바 비주얼AI를 개발을 담당하던 이활석과 파파고 기계 번역팀 리더였던 박은정이 합류하였으며, 설립 1년 만에 316억 원의 시리즈A 투자를 유치하였다.

## 같이 보기
- 국가인공지능위원회